# Lophodesmus rodriquezi
Lophodesmus rodriquezi är en mångfotingart som beskrevs av Shear 1977. Lophodesmus rodriquezi ingår i släktet Lophodesmus och familjen fingerdubbelfotingar. Inga underarter finns listade i Catalogue of Life.